# یواس‌اس لارنس سی تیلور (دی‌ای-۴۱۵)
یواس‌اس لارنس سی تیلور (دی‌ای-۴۱۵) (به انگلیسی: USS Lawrence C. Taylor (DE-415)) یک کشتی بود که طول آن ۳۰۶ فوت (۹۳ متر) بود. این کشتی در سال ۱۹۴۴ ساخته شد.